# La Mission (bande dessinée)
Pour les articles homonymes, voir Mission et La Mission.
La Mission, est le septième tome de la série de bande dessinée L’Épervier. Cet épisode marque le début du cycle 2. 

## Synopsis
1742 au Canada, les colons français doivent faire face aux indiens et aux colons anglais. Leur position est de plus en plus difficile. Un homme arrive mourant au fort. Dans le dos, à même la peau, il porte un message de détresse du chevalier de Talmont retenu par les indiens.
Recommandé par Maurepas, Kermeur est appelé à Versailles. Il fait une entrée remarquée à la Cour : sauve une jeune fille de la noyade, la flottille des bassins du parc d’un naufrage, assomme le marquis de Saint Préan... Le roi lui propose de reprendre la mission de Talmont au Canada. Yann accepte. Il ne se doute pas encore que, dans l’ombre, un homme masqué et ses complices (italiens) vont tout mettre en œuvre pour le retenir.
À Kermellec : Agnès, résignée est sur le point de se marier. De passage à Brest, pour armer La Méduse, Yann pense à elle… Au fort du Taureau, en baie de Morlaix, il récupère celui qui sera son guide au Canada : Mr de Villéon. Ivrogne, violent dès le premier soir, il lui donne du fil à retordre.
La Méduse doit appareiller rapidement s’ils veulent arriver avant l’hiver. Des sabotages retardent les préparatifs. Yann est attiré dans un piège par un pli portant le sceau de Maurepas. La menace vient de Versailles. Malgré ces contretemps, La Méduse doit partir. Yann tombe dans un dernier traquenard : appelé à la rescousse par Aude de Séverac qui feint d’être prise en otage, il se retrouve à la merci de ses ennemis. Il se jette à l’eau mais une balle l’atteint à la tête.

## Personnages
- Yann de Kermeur ;
- son équipage : Cha-Ka, Asani ;
- Mr de Villéon : emprisonné au fort du Taureau pour escroquerie. Ivrogne et brutal, il doit servir de guide au Canada.

- À Versailles :
  - M. de Maurepas : ministre de la marine, il recommande Kermeur auprès du roi ;
  - M. de Chevigné: proche du ministre de la marine, bien informé ;
  - M. de Saint Préan : courtisan ;
  - Aude de Séverac : courtisane.

- En Bretagne :
  - Agnès de Kermellec : fidèle à la parole donnée, elle doit épouser Henri de Beaucourt. Elle pense toujours à Yann ;
  - Henri de Beaucourt : futur époux d'Agnès, il se montre peu empressé envers sa promise. Il pourrait n’être qu’un coureur de dot ;
  - les frères Pouliquen : toujours prêts à mal faire.

## Lieux
- Brest
- Château du Taureau
- Château de Versailles